# Vélodrome National
Das Vélodrome National (voller Name: Vélodrome national de Saint-Quentin-en-Yvelines) ist eine Mehrzweckhalle mit Radrennbahn (Velodrom) in der französischen Gemeinde Montigny-le-Bretonneux im Département Yvelines, rund 35 Kilometer vom Pariser Zentrum entfernt. Der französische Radsportverband Fédération Française de Cyclisme (FFC) hat hier seinen Sitz.

## Geschichte
Das Vélodrome National wurde am 13. Januar 2014 eröffnet, und am 30. Januar fand die erste große Veranstaltung statt, ein Nationalwettkampf zwischen Bahnradsportlern aus Großbritannien und Frankreich. Am Tag darauf verbesserte der 102-jährige Robert Marchand im neuen Velodrom seinen eigenen Stundenweltrekord in der Altersgruppe +100 auf 26,952 Kilometer.
Ursprünglich wurde das Velodrom für die Olympischen Spiele 2012 geplant, für die sich Paris beworben, aber nicht den Zuschlag bekommen hatte. Die Radrennbahn weist die erforderliche Länge von 250 Metern auf, um für offizielle internationale Wettkämpfe genutzt werden zu können. Der Gebäudekomplex, der im Außengelände über das Stade BMX de Saint-Quentin-en-Yvelines verfügt, kostete 68 Millionen Euro. 75 Prozent der Kosten wurden aus der nationalen Lotterie aufgebracht. Der Innenraum kann auch für Badminton und andere Sportarten genutzt werden sowie für Großveranstaltungen wie Konzerte.
Das Vélodrome National war Austragungsort der Weltmeisterschaften 2015 und 2022 im Bahnradsport. 2016 fanden hier die Europameisterschaften statt. 2024 wurden auf der Radrennbahn die Bahnrad-Wettbewerbe sowie das Fechten im Modernen Fünfkampf der Olympischen Sommerspiele ausgetragen.

## Vorgeschichte
Seitdem 1959 das Vélodrome d’Hiver abgerissen worden, gab es in Frankreich keine geschlossene Radrennbahn mehr. Es wird erzählt, dass sich ein französischer Sprinterstar anlässlich seiner Ehrung mit dem Ordre national du Mérite 1966 bei Präsident Charles de Gaulle persönlich darüber beklagt haben soll. De Gaulle habe ihm daraufhin den Bau einer Bahn in der Île-de-France versprochen.
Seither gab es jedoch nur eine mobile Radrennbahn in der Accor Arena, die zeitweilig für Großereignisse wie den Prix des Nations aufgebaut wurde; die Bahnradsportler aus der Region Paris trainierten auf der kurzen 166-Meter-Bahn im Trainingszentrum des Institut National du Sport, de l’Expertise et de la Performance (INSEP). 2012 wurde im Norden Frankreichs das Vélodrome Couvert Régional Jean Stablinski eröffnet.

## Galerie

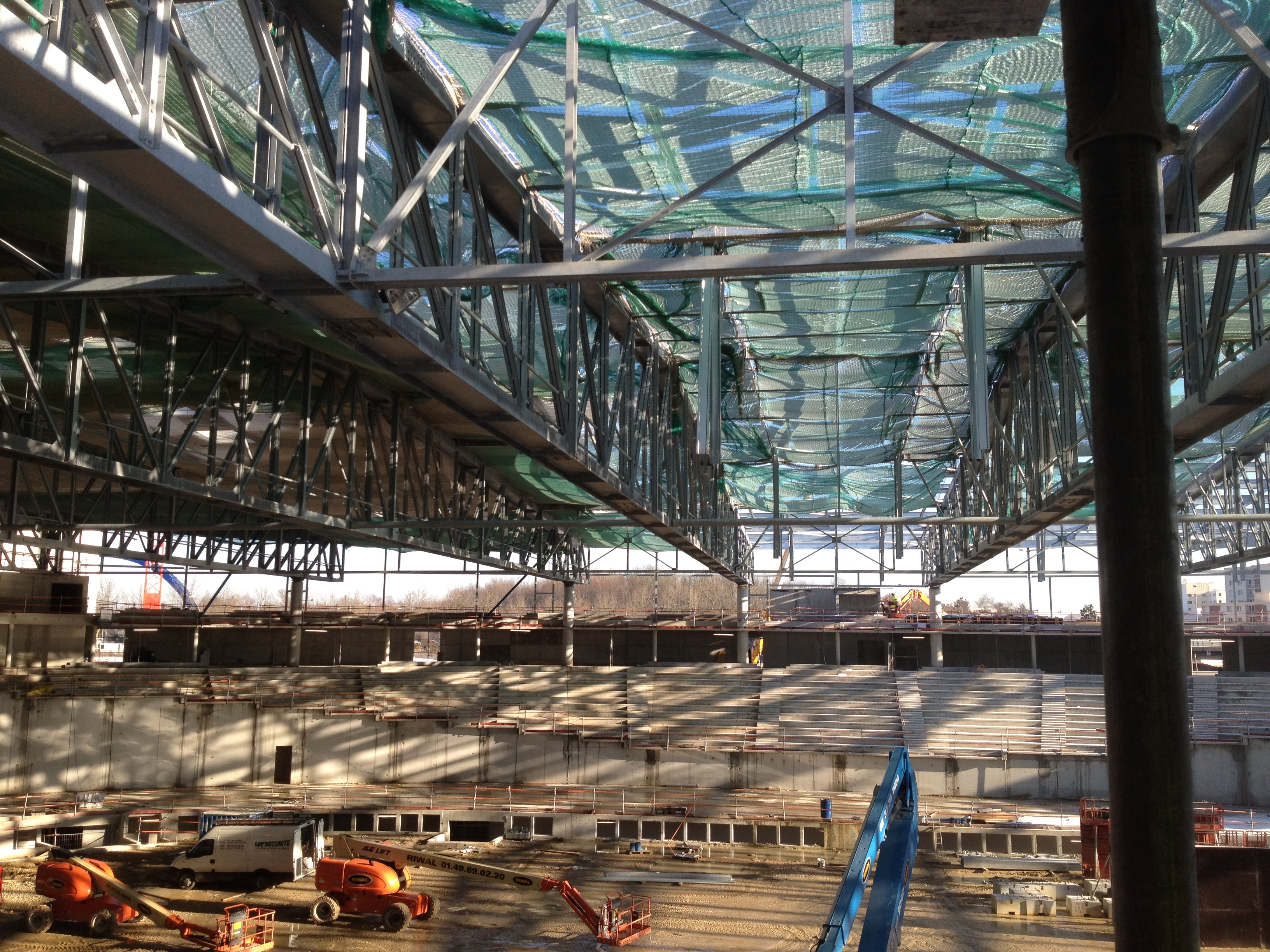
Die Baustelle im Januar 2013
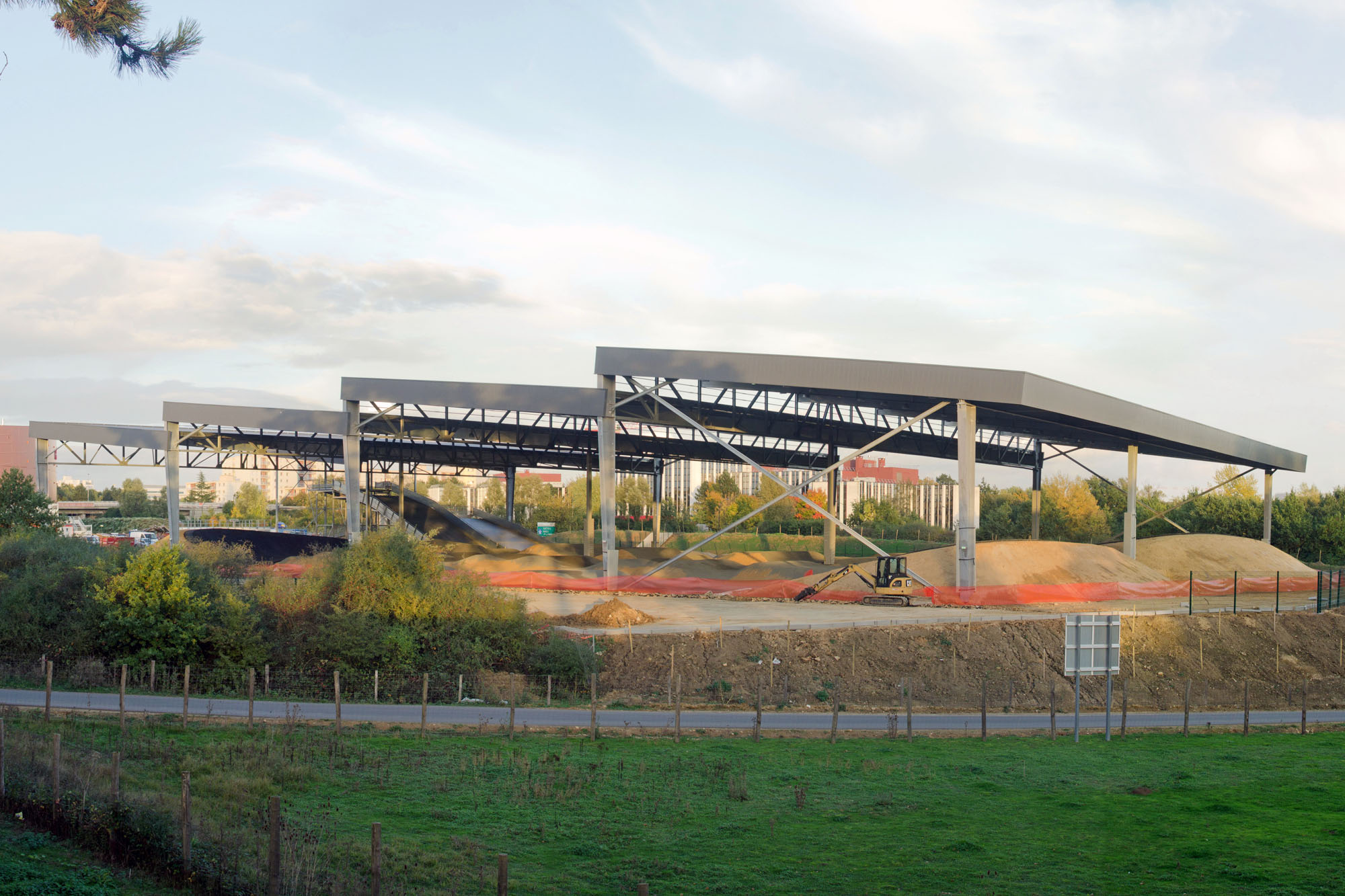
Die BMX-Piste des Vélodrome National im Oktober 2013